# Grote Prijs Jef Scherens 1974
Il Grote Prijs Jef Scherens 1974, nona edizione della corsa, si svolse il 15 settembre 1974 su un percorso di 198 km, con partenza e arrivo a Lovanio. Fu vinto dal belga Freddy Maertens della Carpenter-Confortluxe-Flandria davanti ai suoi connazionali Rik Van Linden e Frans Verbeeck.

## Ordine d'arrivo (Top 10)
| Pos. | Corridore             | Squadra                        | Tempo    |
| ---- | --------------------- | ------------------------------ | -------- |
| 1    | Freddy Maertens       | Carpenter-Confortluxe-Flandria | 5h02'00" |
| 2    | Rik Van Linden        | Ijsboerke-Colner               |          |
| 3    | Frans Verbeeck        | Watney-Maes Pils               |          |
| 4    | Walter Planckaert     | Watney-Maes Pils               |          |
| 5    | Roger Loysch          | Ijsboerke-Colner               |          |
| 6    | Jean-Pierre Berckmans | Molteni                        |          |
| 7    | Ludo Van Der Linden   | Ijsboerke-Colner               |          |
| 8    | Victor Van Schil      | Molteni                        |          |
| 9    | Marc Demeyer          | Carpenter-Confortluxe-Flandria |          |
| 10   | Raphael Constant      | M.I.C.-Ludo-De Gribaldy        |          |